# Saint-André-de-Cruzières

Saint-André-de-Cruzières este o comună în departamentul Ardèche din sud-estul Franței. În 1 ianuarie 2022 avea o populație de 464 de locuitori.